# نفتالی بن
نفتالی بن (انگلیسی: Naftali Bon; ۹ اکتبر ۱۹۴۵ – ۲ نوامبر ۲۰۱۸) ورزشکار دو و میدانی، و دونده اهل کنیا بود.